# Bergrallye
Eine Bergrallye ist eine zusätzliche österreichische Sonderform des Automobil-Bergrennsports – laut Definition der Austrian Motorsport Federation (AMF) ein Kurz- respektive Sprint-Bergrennen mit einer maximalen Rennstreckenlänge von 2000 Meter.

## Grundsätzliches
Der Begriff Bergrallye wurde 1980 von der damaligen Veranstaltergemeinschaft etabliert, obwohl die Form der Veranstaltung von den Bergrennen und nicht vom Rallyesport abgeleitet wurde.
Gefahren wird in reglementkonformen Wettbewerbsfahrzeugen, ausgenommen Formelwagen und Gruppe C, ausschließlich auf befestigten Straßen (zumeist auf Asphalt). Diese Straßen sind temporäre Rennstrecken, nach motorsportlichen Richtlinien kommissioniert und für den Tag der Veranstaltung für den normalen Verkehr gesperrt. Die Fahrer fahren, im Gegensatz zu einer Rallye, ohne Beifahrer gegen die Uhr – die Zeitnahme erfolgt per Lichtschrankenmessung und ist auf eine hundertstel Sekunde genau.
An einem Renntag werden insgesamt fünf Läufe gefahren, davon zwei Trainingsläufe am Vormittag ab 9.00 Uhr sowie drei Rennläufe am Nachmittag ab 13.00 Uhr. Es wird unterteilt in Divisionen und Klassen, wobei der Aufbau des Fahrzeugs maßgeblich für die Einteilung entsprechend dem gültigen FIA-Reglement ist.

## Meisterschaften
- Österreichischer Bergrallye-Pokal der OSK (eine nationale Meisterschaftsserie mit internationalen Starterfeldern)
- Bergrallye-Cup des Verbandes der Vereinigten Bergrallye-Veranstalter (eine Verbandsmeisterschaft)

## Wertungsschema
- Tageswertung: Alle drei Rennläufe werden addiert – der, der die niedrigste Gesamtzeit hat, gewinnt.
- Jahreswertung: Die Tageswertungen aller Veranstaltungen eines Jahres werden für die Jahreswertung herangezogen. Es gibt eine Streichresultate-Regelung laut der jeweiligen jährlichen OSK-Standardausschreibung.

## Bekannte Bergrallye-Fahrer
- Felix Pailer auf Lancia Delta Integrale HF 16 – ein Urgestein der Bergrallye: 20-facher Bergrallyecupsieger '86, '88, '89, '90, '93, '94, '95, '96, '97, '98, 2000, '01, '06, '07, '08, '10, '11, '12, '13, '16
- Karl Schagerl, Fahrer seit 2012: zweifacher Bergrallyecupsieger 2014/15 (seit 2016 nur mehr Berg-EM)